# Ninfeo Trajano

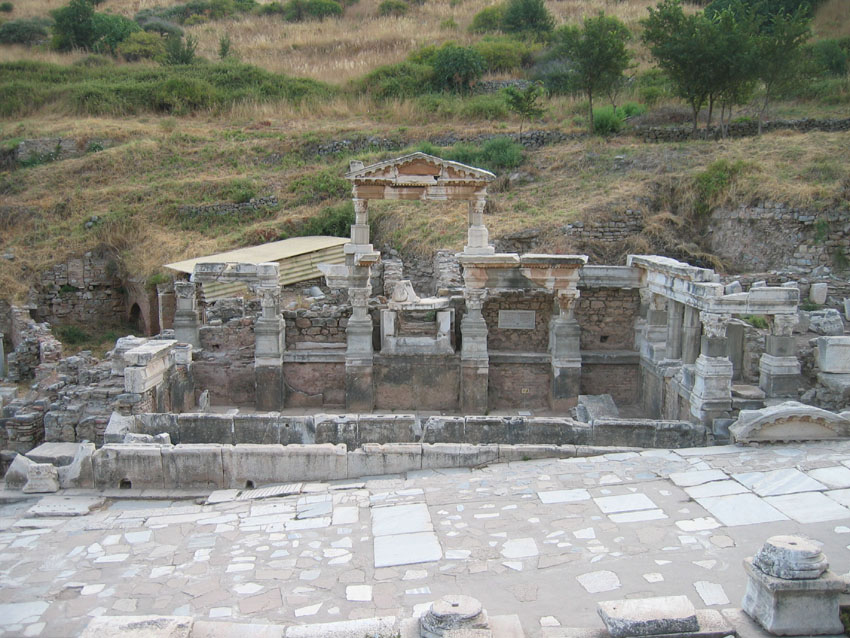
El Ninfeo Traiani en Éfeso.

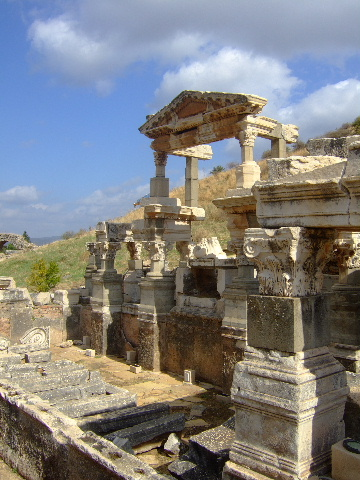
Ninfeo Traiani

El Ninfeo Trajano es un antiguo ninfeo, fuente en Éfeso, cerca de Selçuk en la provincia turca de Esmirna.  Los restos del ágora forman parte del yacimiento arqueológico de Éfeso, declarado Patrimonio de la Humanidad por la Unesco.
Como puede verse en la inscripción del donante de dos líneas en el arquitrabe del sótano, la fuente fue diseñada por Tiberio Claudio Aristión y su esposa Iulia Lidia Laterane para Artemisa de Éfeso y el emperador Trajano (de ahí el nombre moderno) al final de una tubería de agua de 210 estadios (aprox. 39 km) de longitud. Según esta inscripción, se puede fechar la construcción entre el 102 y el 114 d. C. Fue dañado por un terremoto, quizá en 362 d. C., tras lo cual fue reparado.
Estaba situado a lo largo de la calle Curetes, en su lado norte. .El gran estanque rectangular de 11,90 × 5,40 m estaba enmarcado por tres lados por una fachada de dos pisos que originalmente tenía unos 9,50 m de altura, imitando el muro trasero (scaenae frons) del teatro. Mientras que los arquitrabes del sótano discurren rectos a ambos lados, la parte trasera principal tiene un entablamento acodado. Debido a que los arquitrabes del piso superior se movieron de manera entrelazada,
La parte inferior del muro estaba decorada con columnas compuestas y la superior con columnas corintias. Entre las columnas había estatuas. En la hornacina central había una estatua de Trajano de tamaño natural. Otras estatuas representaban a la familia del emperador, incluido Nerva, así como a Dioniso, Afrodita y sátiros. También se erigieron estatuas en los demás intercolumnios. Otras estatuas representaban a la familia del emperador, incluido Nerva, así como a Dioniso, Afrodita y sátiros.
El agua fluía hacia la fuente debajo de la estatua, es decir, a los pies del emperador. Frente al estanque principal, de cara a la calle, había un estanque más estrecho de donde se podía tomar el agua.
Fue descubierto en 1957 durante una excavación en la calle Curetes, en su lado norte.
En 1962 adquirió su aspecto actual gracias a la instalación de una muestra arquitectónica del arquitecto H. Pellionis.